# فینیکی (اوکراین)
فینیکی (به انگلیسی: Vynnyky) نام شهری واقع در استان لفیف اوکراین با جمعیت ۱۸,۵۲۷ نفر (۲۰۲۱ تخمینی) است.